# 宇城警察署
宇城警察署（うきけいさつしょ）は、熊本県警察所管の警察署である。

## 所管区域
- 宇城市
- 宇土市
- 下益城郡美里町

## 所在地
- 熊本県宇城市松橋町久具359-2
- 最寄バス停:産交バス「宇城警察署前」バス停

## 沿革
- 2005年1月15日 - 宇土郡及び下益城郡の5町（松橋・小川・不知火・三角・豊野）が合併し、「宇城市」が誕生。これに伴い「松橋警察署」から「宇城警察署」に名称を変更し、同市三角町の区域の管轄が上天草警察署（旧・大矢野警察署）から変更。
- 2008年10月6日 - 下益城郡富合町の熊本市編入に伴い、同町の区域の管轄が熊本南警察署に変更。
- 2018年4月1日 - 熊本都市圏の警察署再編[1]に伴い、熊本市南区城南町区域の管轄を熊本南警察署へ移管。

## 交番・駐在所
| 名称       | 読み       | 所在地                       |
| ---------- | ---------- | ---------------------------- |
| 小川交番   | おがわ     | 宇城市小川町江頭228番地3     |
| 宇土交番   | うと       | 宇土市新小路町62番地         |
| 三角交番   | みすみ     | 宇城市三角町三角浦1160番地21 |
| 不知火交番 | しらぬひ   | 宇城市不知火町高良1924番地2  |
| 豊野駐在所 | とよの     | 宇城市豊野町糸石3154番地5    |
| 中央駐在所 | ちゅうおう | 下益城郡美里町萱野289番地    |
| 花園駐在所 | はなぞの   | 宇土市古保里町969番地4       |
| 網津駐在所 | あみつ     | 宇土市住吉町322番地4         |
| 網田駐在所 | おうだ     | 宇土市下網田町2098番地2      |
| 砥用駐在所 | ともち     | 下益城郡美里町原町57番地     |